# 카카오페이증권
카카오페이증권은 카카오페이의 자회사로, 2020년 설립하였다.

## 역사
- 2014년 9월 : 카카오가 서비스를 시작.
- 2017년 4월 : 주식회사 카카오페이라는 법인으로 분사했다. 서비스 영역도 초기의 간편결제에서 벗어나 송금, 청구, 인증, 멤버십 등으로 다변화됐다.
- 2018년 10월 : 바로투자증권 지분 60% 인수 발표.
- 2020년 2월 : 카카오페이증권 공식 출범.